# Appingen

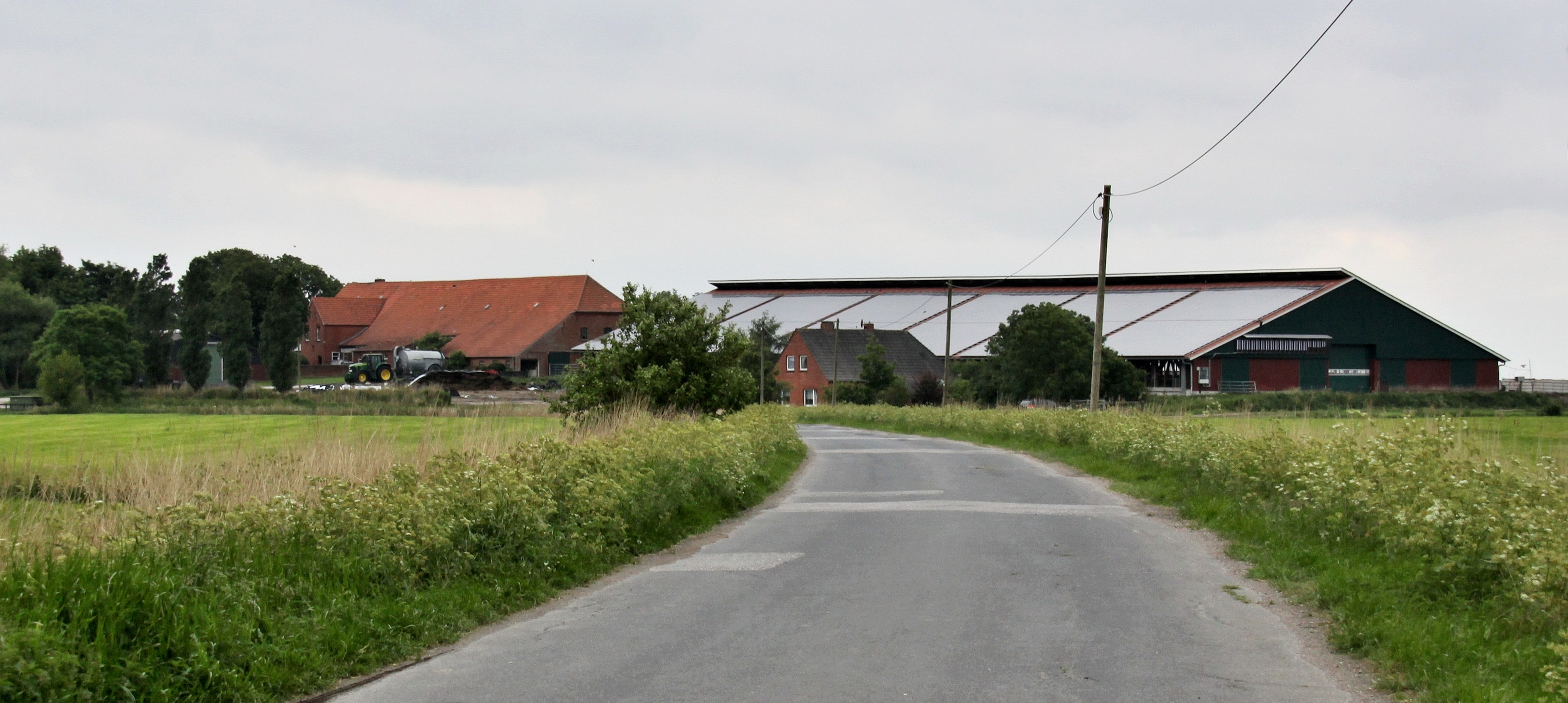
Appingen

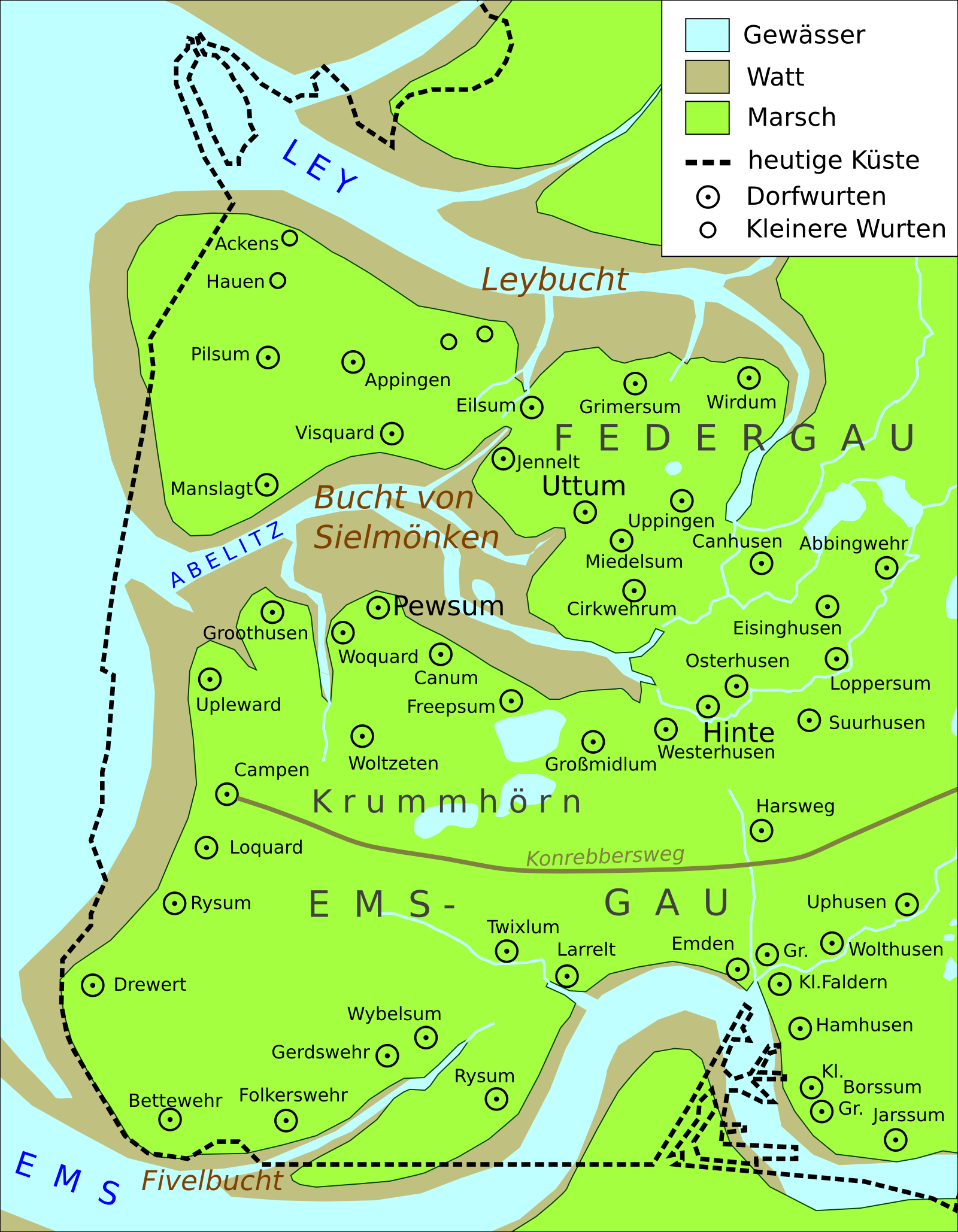
Karte der Krummhörn um 800 n. Chr.

Appingen ist ein Wohnplatz in der ostfriesischen Gemeinde Krummhörn, der aus einem Dorf hervorging. Bis zur Reformation war der Ort Sitz des gleichnamigen Klosters.

## Geschichte
Appingen wurde am Nordufer der damaligen Bucht von Sielmönken auf einer frühmittelalterlichen Warft angelegt. Vermutlich entwickelte sich im Verlauf des Mittelalters um einen Hof herum das spätere Dorf. Spätestens im 14. Jahrhundert war Appingen ein Häuptlingssitz und Kirchdorf, dessen Gotteshaus der Jungfrau Maria geweiht war. Im Mittelalter war der Ort Stammsitz des Geschlechts der Cirksena, das später die Grafen und Fürsten von Ostfriesland stellte. Nach der Bedeichung der Leybucht verlor Appingen seine Bedeutung als Handelsplatz. Infolgedessen verlegten die Cirksena ihren Sitz in den prosperierenden Hafenort Greetsiel. In ihrer Folge verzogen auch die meisten Einwohner in den Sielort. Im Jahre 1437 schenkten die Cirksena die im Niedergang befindliche Pfarrkirche des Ortes dem Karmeliterorden, der dort ein Kloster errichtete. Dieses ließ Balthasar von Esens bei einer seiner zahlreichen Fehden mit den Grafen von Ostfriesland im Jahre 1530 brandschatzen, aber nicht, wie das nahe gelegene Kloster Dykhusen des Dominikanerordens, völlig zerstören. Der Orden ließ das Kloster wieder herrichten und nahm 1531 auch die Nonnen von Dykhusen auf. In der Zeit danach wurde das Kloster säkularisiert und ab 1545 von den Grafen von Ostfriesland verpachtet. Vom ehemaligen Dorf Appingen blieb ein Hof, der heute zum Krummhörner Ortsteil Visquard gehört. Heute stehen in dem Ort vier Häuser. Eines davon ist das landwirtschaftliche Gut Kloster Appingen. Daneben gibt es noch den ehemaligen Bauernhof Appinger Huus, ein sogenanntes Arbeiterwohnhaus, das zur Domäne gehört, und ein weiterer ehemaliger kleinerer Bauernhof.

## Entwicklung des Ortsnamens
Erstmals wird der Ort im Jahre 1401 als „Appungum“ erwähnt. Die Ortsbezeichnung geht auf den Familiennamen Appinga zurück.